# Virgin America
Virgin America là một hãng hàng không giá rẻ được thành lập vào ngày 8 tháng 8 năm 2007, và hoạt động cho đến năm 2018 (được Alaska Airlines mua lại). Hãng chuyên phục vụ các chuyến bay giữa các thành phố lớn của Hoa Kỳ bằng dòng máy bay Airbus A320 và A319. Dù là hãng hàng không giá rẻ nhưng cách bố trí khoang hành khách cũng chia ra làm thành hai hạng. Hãng phục vụ các chuyến bay với trạm trung chuyển chính là ở Sân bay quốc tế San Francisco.

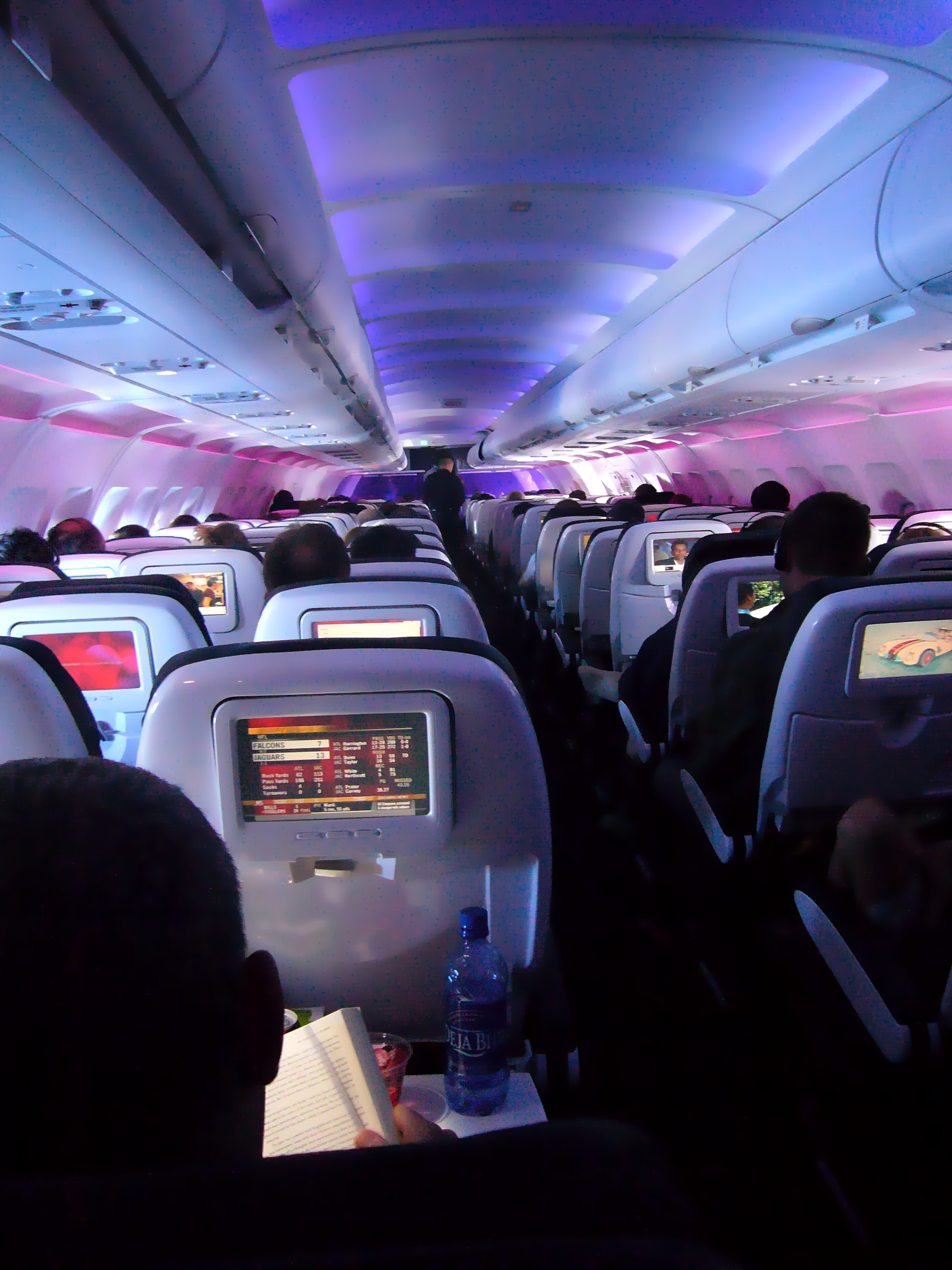
Khoang hành khách của Virgin America với đèn LED

## Lịch sử
Hãnd được thành lập bởi tập đoàn Virgin Group, sở hữu bởi giám đốc người Anh Richard Branson, người đã thành lập Virgin Atlantic Airways và Virgin Blue. Vì nguyên nhân là luật pháp Hoa Kỳ giới hạn sở hữu nước ngoài lên tới 49% và hãng nước ngoài chiếm 25% sở hữu trong nước Mỹ nên trước khi vào thời kì hoạt động, tập đoàn Virgin Group phải huy động các nguồn vốn quan trọng cho Virgin America. Hiện người đang làm chủ tịch cho Virgin America là C. David Cuch.
Đến 2016, Alaska Airlines mua lại và đến 2018 thì Virgin America ngừng hoạt động

## Điểm bay
Chủ đề chính: Các điểm bay của Virgin America
Tính tới tháng 4 năm 2018, Virgin America có tổng cộng 30 địa điểm trong đó 27 đường bay nội địa và 3 đường bay tới Mexico. Trung tâm chính của nó đặt tại Sân bay quốc tế San Fancisco và Sân bay quốc tế Los Angeles

## Đội bay
Virgin America giống như nhiều hãng hàng không giá rẻ khác, đội bay và các thiết bị từ một nhà sản xuất duy nhất, vì lý do chi phí. Virgin America đã được lựa chọn máy bay Airbus, và đã đặt mua 10 máy bay Airbus A319 trực tiếp và 18 máy bay Airbus A320 (19 mua, 15 thuê). Công ty này sau đó sử dụng một A320 bổ sung. Virgin America nhận được chiếc Airbus A320 đầu tiên vào 24 tháng 2 năm 2006. Đến khi ngừng hoạt động, hãng có tổng cộng 67 tàu bay
Đến tháng 4 năm 2018, đội bay của Virgin America bao gồm:

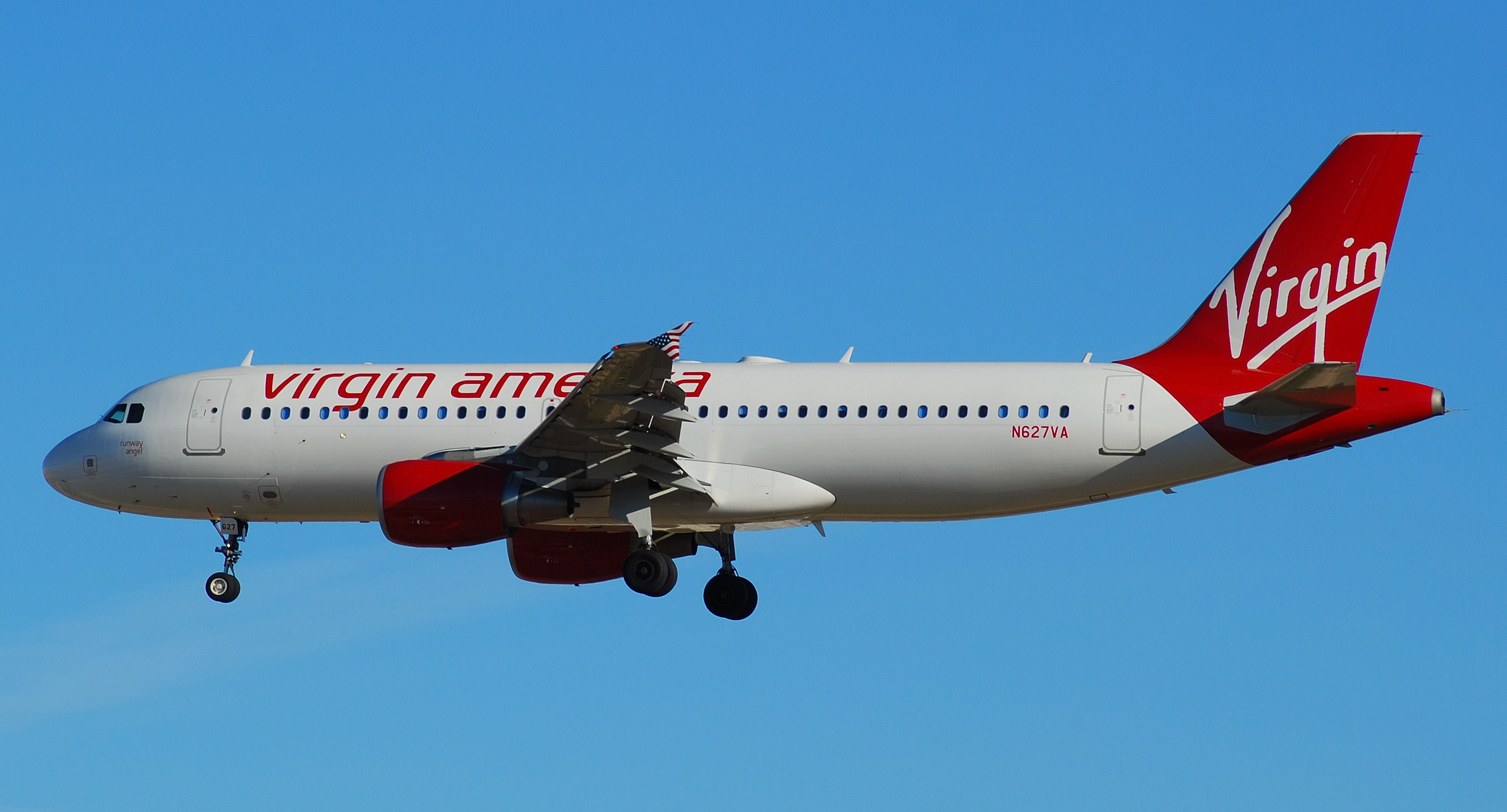
Tàu bay A320 của Virgin America

| Máy bay         | Đang hoạt động | Đơn đặt hàng | Số ghế | Số ghế | Số ghế | Số ghế | Ghi chú |
| Máy bay         | Đang hoạt động | Đơn đặt hàng | F      | Y+     | Y      | Tổng   | Ghi chú |
| --------------- | -------------- | ------------ | ------ | ------ | ------ | ------ | --- |
| Airbus A319-100 | 10             | —            | 8      | 12     | 99     | 119    | Tất cả đều bị Alaska cho nghỉ hưu vào năm 2020                                                                       |
| Airbus A320-200 | 53             | —            | 8      | 12     | 129    | 149    | Đang được Alaska cho nghỉ hưu.                                                                                       |
| Airbus A320-200 | 53             | —            | 8      | 12     | 126    | 146    | |
| Airbus A320neo  | —              | 30           | N/A    | N/A    | N/A    | N/A    | Các đơn đặt hàng đã được chuyển đến Alaska, nhưng sau đó đã bị hủy bỏ khi Alaska đặt hàng 68 chiếc Boeing 737 MAX 9. |
| Airbus A321neo  | 4              | 6            | 8      | 18     | 159    | 185    | Các đơn hàng còn lại được chuyển cho Alaska Airlines.                                                                |
| Tổng cộng       | 67             | 36           |        |        |        |        | |

## Dịch vụ
Trên tất cả các máy bay của Virgin America đều cung cấp đầy đủ ba hạng ghế: hạng nhất, hạng phổ thông đặc biệt và hạng phổ thông. Trên máy bay đều được tích đèn LED, tạo cảm giác thoải mái khi đai với hãng.

### First Class

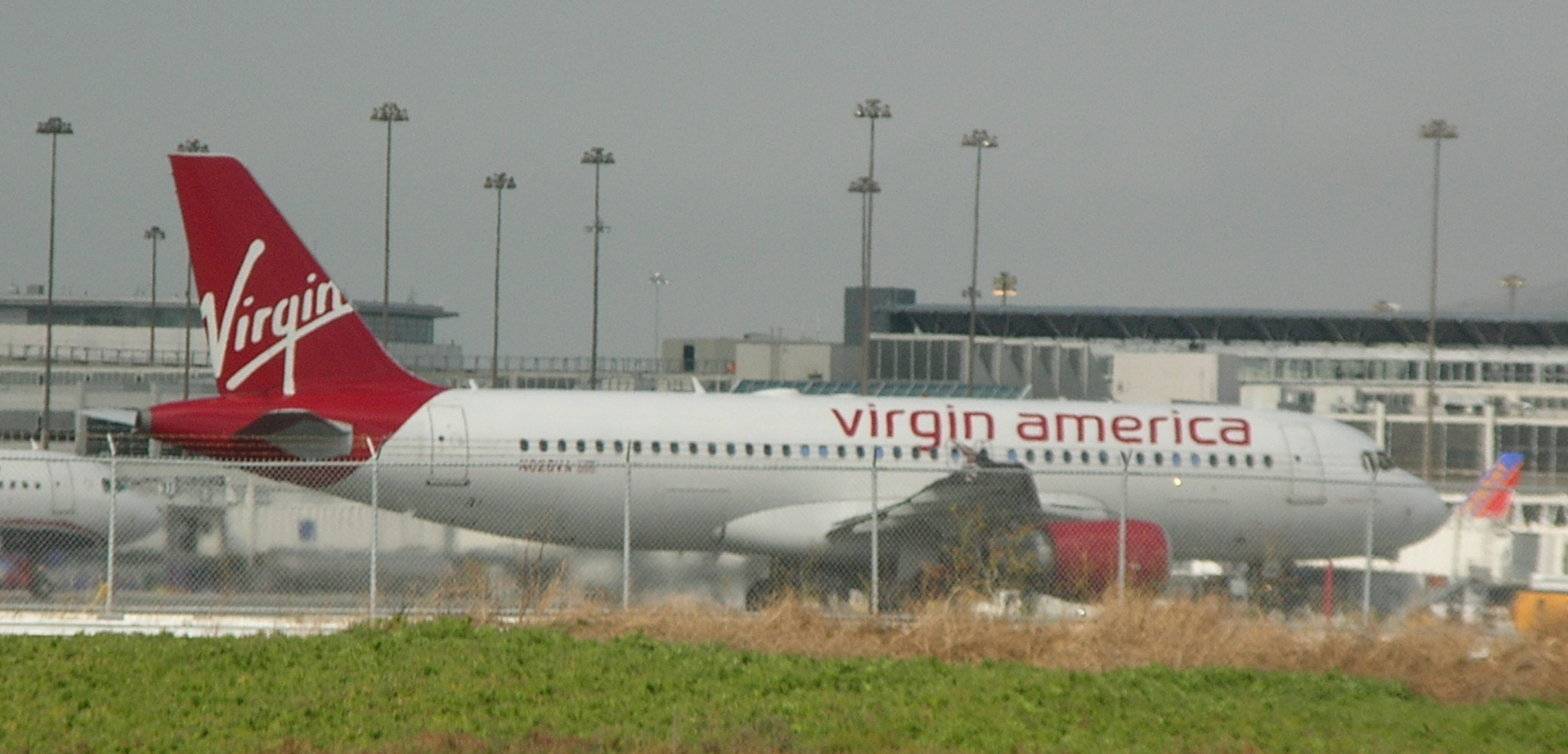
Máy bay của Virgin America ở San Francisco

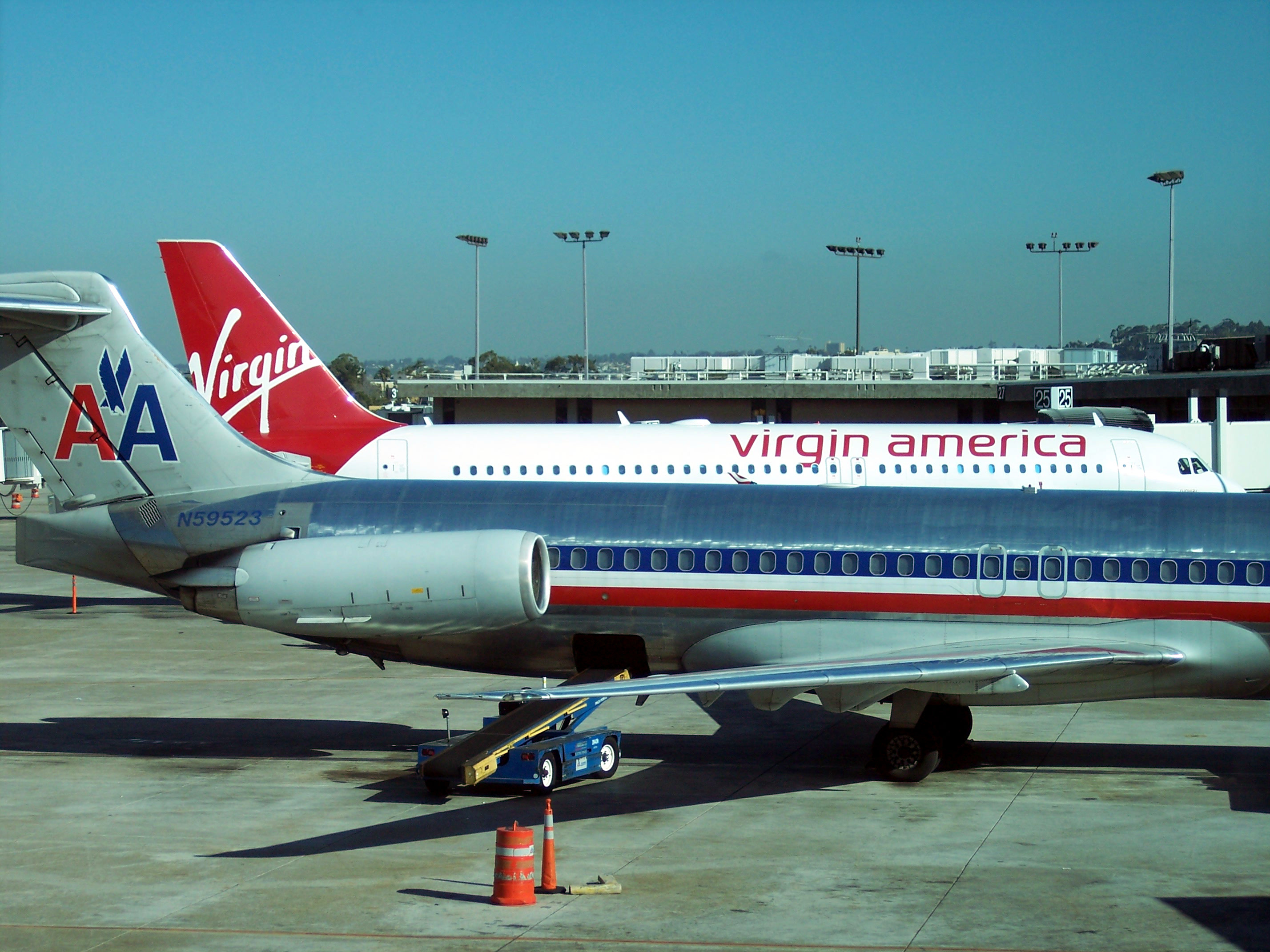
Tàu bay của Virgin America bị che khuất bởi American Airlines tại sân bay San Diego

First Class là tên gọi thường dùng của hạng nhất của hãng. Những chiếc ghế hạng nhất cung cấp cho khách ghế rộng 55 inch (1400 mm) và cao 28 inches (710 mm) rộng. Những chiếc ghế có USB và cổng Ethernet, tựa đầu điều chỉnh, chức năng massage, đèn đọc sách, ổ cắm điện... Hành khách ngồi hạng nhất được cung cấp bữa ăn miễn phí, giải khát, đồ uống có cồn và quầy check-in tại sân bay, kiểm soát an ninh và lên máy bay ưu tiên. Hãng cũng cung cung cấp miễn phí trực tiếp truyền hình vệ tinh, phim theo yêu cầu, chương trình truyền hình theo yêu cầu và một số trò chơi.

### Main Cabin
Main Cabin là tên được đặt cho hạng phổ thông. Những chiếc ghế được cung cấp ghế rộng 32 inch (810mm) và cao 19,7 inch (500 mm) rộng với các cảng khác nhau như USB và tựa đầu điều chỉnh được. Trong cabin, hãng còn cung cấp miễn phí truyền hình trực tiếp, cho thuê vệ tinh trả tiền trên nhu cầu phim và chương trình TV theo yêu cầu, trò chơi miễn phí và lựa chọn lớn hơn của trò chơi để mua. Hãng có thể cung cấp mua đồ ăn nhẹ, bữa ăn và đồ uống có cồn.

### Main Cabin+
Main Cabin+ là một hạng ghế riêng biệt, nhưng các ghế nằm gần lối thoát hiểm khẩn cấp và một số khu vực trên máy bay. Hành khách được cung cấp thoải mái hơn trong điều kiện tương tự như các cabin chính nhưng có ghế rộng 38 inches (970 mm) và khoảng cách giữa các ghế cách nhau 6 inches. Ngoài ra, hãng cũng cung cấp thùng đựng hành lý chuyên dụng. Như trong hạng nhất, ăn uống, giải khát và đồ uống có cồn là miễn phí, như là các kênh truyền hình cao cấp và phim ảnh. Các check-in và kiểm tra an ninh tại sân bay cũng giống như hạng phổ thông.

## Các giải thưởng
Hãng được bình chọn là hãng hàng nội địa tốt nhất bởi tạp chí Travel+Leisure năm 2009
Hãng được bình chọn là hãng hàng không trong nước tốt nhất trong năm 2009 bằng cách hoàn thành đầu tiên tại hãng hàng không hàng năm điều tra Zagat.